# Yu-Gi-Oh!
Yu-Gi-Oh! (яп. 遊☆戯☆王 Ю:-ги-о:, неоф.рус.«Король игр») — приключенческая манга Кадзуки Такахаси и одноимённые аниме-экранизации. Эта манга публиковалась в журнале Shonen Jump в течение восьми лет: с 1996 по 2004 год, и стала одним из самых известных произведений в своем жанре. Лицензию в США приобрела компания VIZ Media.
Первая аниме-адаптация сериала была предпринята студией Toei Animation в 1998 году. Сериал из 27 серий, основанный на первых семи томах манги, так и не распространялся во всем мире. Более известное аниме Yu-Gi-Oh! Duel Monsters (яп. 遊戯王デュエルモンスターズ) было сделано компанией NAS в 2000 году. Эта версия переведена более чем на 20 языков. Она также базируется на сюжете манги, начиная от 8 тома и далее, и состоит из 224 серий. Трансляция аниме в Японии была завершена 29 сентября 2004 года. Сняты также сериалы Yu-Gi-Oh! GX (яп. 遊戯王デュエルモンスターズＧＸ Yu-Gi-Oh! Duel Monsters GX), Yu-Gi-Oh! 5D's (яп. 遊戯王５Ｄｓ) и Yu-Gi-Oh! Capsule Monsters (яп. 遊戯王カプセルモンスターズ ю:гио: капусэру монсута:дзу) и несколько анимационных фильмов.

## Сюжет
Давным-давно, когда пирамиды были ещё молоды, правители Египта забавлялись тем, что устраивали между собой магические поединки, которые получили название «Игры теней». Это привело к освобождению огромной тёмной энергии, способной уничтожить весь мир. Тогда могущественный фараон заточил эту силу внутри таинственных «Тысячелетних артефактов» ценой своей жизни и шести жрецов.
Прошло 3000 лет (5000 в английской версии). Весь мир увлечён «Duel Monsters», карточной игрой с использованием компьютерных технологий, аналог «Игр теней». Школьник Юги Муто (яп. 武藤 遊戯 муто: ю:ги) является лучшим игроком, но мало кто знает его тайну. Он сумел собрать «Тысячелетнюю головоломку» (англ. Millennium Puzzle) — древнеегипетский артефакт, который когда-то нашёл в экспедиции его дедушка. Теперь Юги объединён с душой фараона по имени Атем, потерявшего память. История рассказывает о том, как Юги и его друзья пытаются разгадать секрет потерянной памяти фараона с помощью карточной игры «Duel Monsters», встречая на своем пути других обладателей Тысячелетних артефактов.
Всего в сериале Yu-Gi-Oh! Duel Monsters 5 сезонов, каждый из которых подразделяется на сюжетные арки. Нулевой сезон не был связан с остальными пятью.

### 1 арка

#### Duelist Kingdom
Пегас Дж. Кроуфорд (англ. Максимиллион Пегас), создатель «Duel Monsters», с помощью «Тысячелетнего Ока» похищает душу дедушки Юги, Сугороку Муто (англ. Соломон Муто). Теперь Юги вынужден принять участие в его турнире за титул «Короля Игры». В турнире также участвует его друг Кацуя Дзёноти, чтобы выиграть деньги и оплатить операцию его сестры. Тем временем, Пегас и совет директоров «KaibaCorp» пытаются снять Сэто Кайба с поста главы корпорации.

#### Легендарные герои/Dungeon Dice Monsters
После того, как Кайба раскрыл заговор, бывшие члены совета директоров «запирают» его внутри виртуальной игры, которую он сам создал. Юги и его друзья отправляются вслед, чтобы спасти его.
Создатель новой игры «Dungeon Dice Monsters» бросает вызов Юги за звание нового «Короля игры».

#### Список серий 1-го сезона (1-224)
1. Ужасающий Голубоглазый Белый Дракон
2. Ловушка Безликого Иллюзиониста
3. Затерянная Экзодия
4. Атака жуков
5. Непобедимая Гигантская Моль
6. Прекрасные Леди Гарпии
7. Морской Бог Левиафан
8. Украденный Голубоглазый Белый Дракон
9. Неожиданный поворот! Волшебные Цилиндры
10. Контратака Голубоглазого Белого Дракона!
11. Сила дружбы Варвар №1 и №2
12. Чёрное Пламя! Красноглазый Чёрный Дракон
13. Ловушка Морфджар! Тяжелое положение Огненного Мечника!
14. Дуэль во тьме! Замок темных Иллюзий
15. Рассеять Тьму! Запечатывающие мечи света
16. Голубоглазый против Красноглазого
17. Ужас! Зов Живых Мертвецов
18. Щит в правой руке, меч в левой!
19. Командная дуэль в лабиринте!
20. Комбинация Трех Защитников! Врат
21. Чёрный Демонический Дракон
22. Судьбоносная дуэль! Юги против Кайбы!
23. Непобедимый Голубоглазый Сверхдракон!
24. Клоны Курибо! Удивительный поворот
25. Дуэль на износ! Дружба
26. Спасти Мокубу! Каиба против Пегаса
27. Поражение Кайбы! Непобедимый Мир Мультиков
28. Ночь перед Турниром! Секрет Пегаса
29. Бесспорное поражение! Обольстительная тень
30. Выражение с восклицательным знаком! Обычное выражение
31. Зверская Металлическая Колода
32. Опасный Момент! Красноглазый Металлический Дракон
33. Битва Дружбы! Юги против Джонночи (Часть №1)
34. Битва Дружбы! Юги против Джонночи (Часть №2)
35. Финальная Дуэль. Юги против Пегаса!
36. Атаки невозможны? Непобедимая армия Мультиков
37. Контратака!
38. Открытие Злых Глаз. Жертва
39. Объединение Света и Тьмы. Схождение Чёрного Хаоса
40. Король Дуэлянтов
41. Гостья из Америки
42. Смертоносный Теневой Упырь
43. Квест Дуэльных Монстров. Ловушка Большой Пятерки
44. Квест Дуэльных Монстров 2. Легендарный Герой Юги
45. Квест Дуэльных Монстров 3. Мастер Рыцарей Дракона
46. Новый Таинственный Ученик - Отоги Рюуджи
47. Решающий бой! Подземные Дайс-Монстры
48. Отчаянный Бой Юги. Мощная Атака Бога Оргусса

### 2 арка

#### Battle City
Услышав о легендарных картах Богов, Кайба решает, что с их помощью он сможет победить Юги. С целью получить карты он организовывает собственный турнир. Юги, также услышав о картах, узнаёт, что они связаны с древней легендой и с самим Фараоном. Тем временем объявляется Малик Иштар — хранитель Гробницы Фараона, но желающий заполучить его силу для себя и отомстить за род Иштар. И для этого ему нужно победить Фараона.

### 3 арка

#### Виртуальный мир Ноа
Юги, Кайба, Дзёноти и Малик держат путь к месту финального поединка, но вдруг всё идёт совсем не по плану. Герои обнаруживают себя запертыми в виртуальном измерении, где встречают пропавшего приёмного отца Кайбы Козаборо и его сына Ноа, которые жаждут мести.

#### Дуэльная башня (Алькатрас)
Финал турнира возобновляется. Поединок между Маликом и Юги проходит по правилам «Игр Теней»: проигравший будет навсегда заключён в Измерении теней. Теперь Юги обязан победить, чтобы спасти не только души друзей, но и свою.

### 4 арка

#### Пробудившиеся драконы
Некая древняя организация крадёт карты Богов и во время поединков похищает души людей с помощью таинственной карты «Печать Орихалка». Выясняется, что дуэльные монстры существовали ещё 10 000 лет назад во времена Атлантиды. Теперь её бывший правитель Дарц хочет пожертвовать души людей и монстров, чтобы возродить древнее чудовище — Левиафана. Чтобы остановить его, Юги, Кайба и Дзёноти используют карты трёх Легендарных драконов.

### 5 арка

#### Большой Чемпионат
Чтобы вернуть популярность и деньги своей корпорации, Кайба организовывает очередной турнир, однако один из участников играет не по правилам.

#### Воспоминания Фараона
Теперь Фараон наконец-то может вспомнить своё прошлое. Он возвращается глубоко в свои воспоминания, к началу дуэльных монстров и «Тысячелетних артефактов». Вслед за ним отправляются Юги с друзьями, а также древнее зло, ждавшее мести вот уже 5000 лет.
Сериал заканчивается дуэлью между Юги и Фараоном. Атем проигрывает Юги, и отправляется в Загробный мир навечно. Храм разрушается, а миссия артефактов Тысячелетия закончена, они падают в небытие вместе с саркофагом. Юги и его друзья возвращаются к нормальной жизни.

## Персонажи
Юги Муто (яп. 武藤 遊戯 Муто: Ю:ги) — пятнадцатилетний школьник низкого роста, с причёской в виде звезды. Лучший игрок в «Дуэль Монстров». Однажды он собрал «Тысячелетнюю головоломку», в результате чего объединился с душой фараона Атема, жившего 3000 лет назад. По характеру добродушный и мягкий, однако всегда готов постоять за друзей. Во время дуэлей и стрессовых ситуаций его заменяет Атем. В нулевом сезоне же, характер Юги и его облик немного другой, там он гораздо ниже, а голос похож на детский, там он более не уверенный и трусоватый, в отличие от нынешнего Юги. Так же, по версии манги, в высшей школе Домино Сити он стал недавно учиться.
Атем (яп. 名も無きファラオ Намонаки Фарао, Безымянный фараон, Ями, Тёмный Юги) — загадочный дух «Тысячелетней головоломки». Когда-то он правил Древним Египтом, пока древнее зло не вырвалось на свободу. Чтобы спасти мир, он использовал силу «Тысячелетней головоломки», но его дух оказался заточен внутри неё. 3000 лет спустя Юги разгадал «Головоломку», и Фараон «поселился» внутри тела Юги, однако потерял память, забыв даже своё имя (которое раскрывается только в конце сериала). Он иногда появляется из «Головоломки» как призрак, которого видит только Юги. Во время поединков они меняются местами: Атем становится материальным, а Юги призраком, то есть фактически сражается Атем, а Юги его поддерживает. Примечательно, что с первых серий аниме кажется, что Юги и Атем — это один и тот же человек. Сам Юги тоже первое время считал, что используя «Тысячелетнюю головоломку», он превращается в улучшенную версию самого себя, однако позже начинает понимать, что голос в его голове — это совсем другой человек. Полностью Юги осознает существование Атема в конце первого сезона, где он называет себя Ями (яп. 闇 Ями-тёмный), остальные вплоть до конца 4 сезона называют Фараона «Юги». Непонятно, почему так долго никто не видел между ними разницы, но в манге, Дзёноти, увидев как Ями становится Юги, говорит "Разница между вами колоссальная!". Внешне Атем очень похож на Юги, но немного старше, повыше ростом и говорит более низким голосом (в английской озвучке - несколько жёстким). По характеру изначально был горд и довольно жесток, но благодаря Юги становится более мягким и благородным. В нулевом сезоне, его облик и характер немного отличался от нынешнего, там его глаза и полоски на волосах алого оттенка, говорит очень спокойным голосом, и появляется лишь тогда, когда он по-настоящему нужен, в его характере так же можно было увидеть безрассудство (так как ставкой в игре всегда делает свою жизнь), и, немного, безумие, более самоуверенный. Так же, в нулевом сезоне его душа была связана с душой Юги, он сам признал, что если избавиться от Юги, он тоже пропадет - именно поэтому, нулевой сезон и все остальные пять не связаны, ибо в них душа Ями находится в Головоломке, а не в Юги.
Кацуя Дзёноти (яп. 城之内 克也 Дзё:ноути Кацуя) — когда-то они с Хондой часто дразнили Юги из-за его маленького роста, пока однажды их чуть не избил школьный инспектор Юсио. Но Юги заступился за них, и все удары достались ему - именно этим поступком, он завоевал их дружбу, и именно поэтому Дзёноти и вернул ему часть от Загадки. Пристыдившись, они извинились перед Юги и с тех пор стали его лучшими друзьями. Благодаря Юги Дзёноти научился играть в «Duel Monsters» и добился определённых успехов. У него есть младшая сестра Сидзука.
Хирото Хонда (яп. 本田 ヒロト Хонда Хирото) — друг Юги и Дзёноти. Он также играет в «Duel Monsters», однако редко участвует в поединках. В основном, он поддерживает Юги и выручает друзей из переделок. В нулевом сезоне, его характер отличается от нынешнего, там он, по словам Дзёноти «уборщик», Хонда слишком много времени уделяет уборке и правилам. Безумно влюблён в свою одноклассницу Михо (в манге, она его отвергла).
Андзу Мадзаки (яп. 真崎 杏子 Мадзаки Андзу) — как и Хонда редко участвует в поединках и поддерживает друзей. Присоединилась к команде с тех пор как Фараон спас её от грабителя. Она некоторое время работала официанткой, чтобы оплатить уроки танцев. Влюблена и в Юги, и в Атема, но в кого больше неизвестно, т.к. сериале эта тема не развивалась. В нулевом сезоне, она - первая, кто узнал о существовании Ями Юги, но тоже держала это в тайне от Юги. Так же, она с поличным "поймала" Ями, когда тот спас её (по версии манги), когда она находилась на чертовом колесе, но что произошло после этого, не ясно. Дружила с Юги с самого детства, и защитила его от Хонды и Джоночи, в первой серии нулевого сезона. Не верит предсказателям.
Сэто Кайба (яп. 海馬 瀬人 Кайба Сэто) — главный соперник Юги и глава компании «Kaiba Corporation». Поначалу предстает как отрицательный персонаж, но по мере развития сюжета становится союзником. Именно он изобрел компьютерные симуляторы, которые способны создавать 3D голограммы карт «Duel Monsters», что делает игру реалистичной (вдохновением для него послужила Игра Теней, в которую он и Ями Юги сыграли впервый раз). Считался игроком № 1 в мире, но проиграл этот титул Юги (в нулевом сезоне, прямо в третьей серии, но бой посчитался неофициальным). Постоянно работает над своими компьютерами, отвергая дружбу. Единственный, о ком он заботится - его брат Мокуба. Дело в том, что много лет назад их родители погибли, и их усыновил богатый, но жестокий бизнесмен Кодзаборо Кайба, который и показал Сэто, что в мире выживает лишь сильнейший. С тех пор Кайба стал холодным и замкнутым. Постоянно пытается доказать, что он лучший игрок, чем Юги, однако ему это не удается. В нулевом сезоне, облик Сето отличается от нынешнего, там его волосы зелёного оттенка, а глаза рыжего. Впервые сыграв с Ями Юги, он был запечатан за проигрыш в карту на всю ночь, и испытал что-то ближе к смерти (по версии манги). Это сильно затронуло его психику. В отличие от нынешней версии, братская любовь к Мокубе угасла у него уже давно (примером стало то, как он оставил своего брата в беде, когда тот проиграл Ями в капсульным монстрах, но Ями Юги спас его). Был лишён разума за новый проигрыш Ями, но что стало дальше, в нулевом сезоне не было показано. Сето же появился в первом мини-фильме, где он попытался украсть у Сиго карту Красноглазого чёрного дракона, но был сломлен комбинацией Красноглазого и Огненного дракона, и потерпел новое поражения от Ями, но уже не был наказан за это. После выхода мини-фильма, он принял нынешний облик.

## Продолжения
После окончания оригинального сериала вышел полнометражный фильм Yu-Gi-Oh! Pyramid of Light (единственный переведённый на русский), мини-сериал Yu-Gi-Oh! Capsule Monsters, а также спин-оффы Yu-Gi-Oh! GX и Yu-Gi-Oh! 5D's. Сюжет спин-оффов также строится вокруг «Duel Monsters», но уже с другими персонажами. Некоторые герои из оригинального сериала появляются лишь на несколько серий.
23 января 2010 года вышел анимационный 3D-фильм Yu-Gi-Oh! Movie: Ultra Fusion! Bonds over Time and Space, посвящённый десятилетию Yu-Gi-Oh! на телевидении.
11 апреля 2011 года начался показ ещё одного спин-оффа Yu-Gi-Oh! Zexal. Сюжет спин-оффа, также как и сюжет оригинального сериала строится вокруг «Duel Monsters».
После окончания Yu-Gi-Oh! Shadow The Games вышел мини-фильм Yu-Gi-Oh: Movie продолжение, где рассказывается о том, как Юги и Дзёноти помогли юному дуэлянту Сиго, получившему Чёрного Красноглазого Дракона.
6 апреля 2014 года начался показ ещё одного спин-оффа Yu-Gi-Oh Arc-V. Сюжет спин-оффа, также как и сюжет оригинального сериала строится вокруг «Duel Monsters».
23 апреля 2016 года вышел анимационный фильм Yu-Gi-Oh The Dark Side Of Dimensions! Фильм, является продолжением после окончания основной манги.